# Wucherer von Huldenfeld

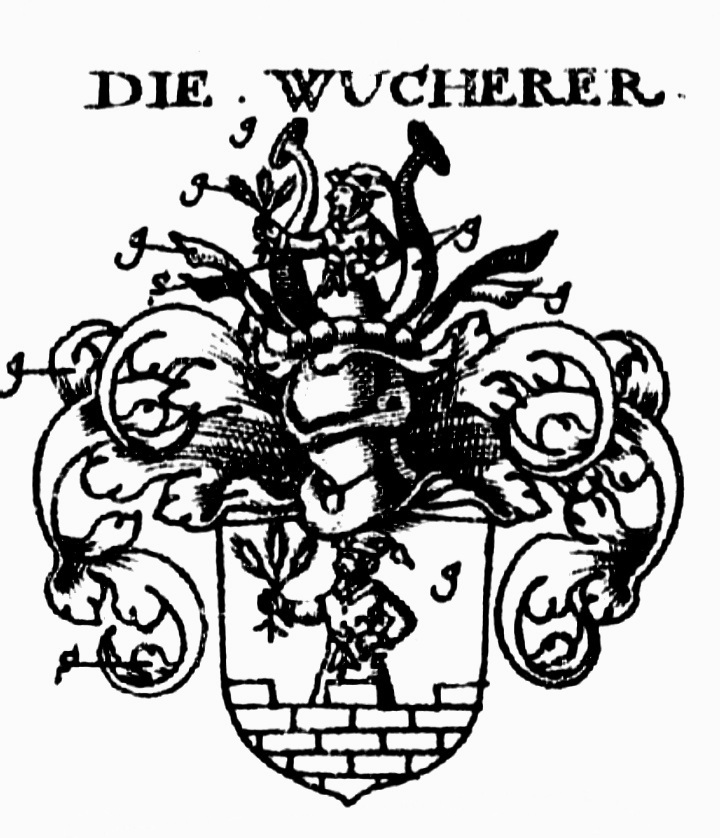
Stammwappen der Wucherer in Johann Siebmachers Wappenbuch 1701/05 bei „Vornehme Geschlechter in Nördlingen“

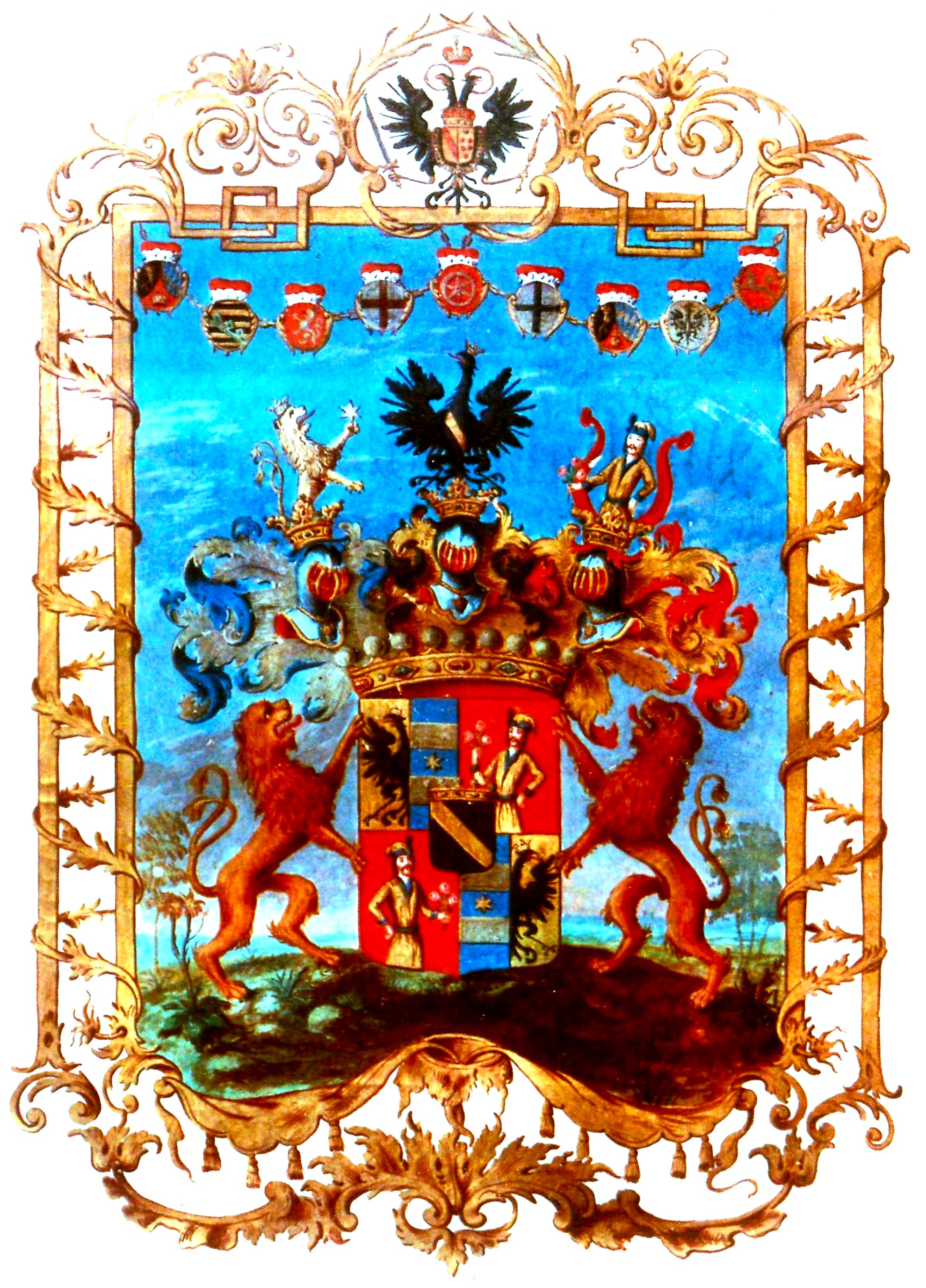
Wappen der Freiherren Wucherer von Huldenfeld (Freiherrenbrief 1759, II. Verleihung)

Wucherer von Huldenfeld ist der Name eines aus Bayern stammenden, später auch in Österreich ansässigen Adelsgeschlechts.

## Geschichte
Das ursprünglich aus der Reichsstadt Nördlingen stammende Patriziergeschlecht wurde am 19. Dezember 1726 mit dem Adelsprädikat „Edler von“ in den Reichs- und erbländisch-österreichischen Adels- und Ritterstand sowie am 13. April 1734 mit dem Prädikat „von Huldenfeld“ in den Reichsfreiherrenstand erhoben.
Nach Nördlingen war das Geschlecht 1575 mit dem Eisenhändler Christoph Wucherer aus dem nahen Wemding gekommen. Von Kaiser Rudolf II. erhielt es einen ersten Wappenbrief mit dem Stammwappen. Die ununterbrochene Stammreihe der Familie beginnt mit Johann Jacob Wucherer (1617–1682), Kaufmann und Stadtgerichtsassesor in Nördlingen. Nach dem Aussterben des ersten freiherrlichen Zweiges wurde ein anderer von Kaiser Franz I. 1759 ebenfalls als Wucherer von Huldenfeld in den Reichsfreiherrenstand erhoben.
Eine andere Linie der Wucherer erhielt mit dem Geheimen Legationsrat Johann Christian Friedrich Wucherer am 30. Januar 1806 von König Friedrich von Württemberg den württembergischen Adelsstand und dabei das Stammwappen, als Wappenbesserung mit Kolbenturnierhelm, bestätigt. 1818 erfolgte die Aufnahme der Familie des verstorbenen Geheimen Legationsrats Johann Christian Friedrich von Wucherer (1763–1818) in die Adelsmatrikel des Königreiches Württemberg.

## Angehörige
- Peter Wucherer von Huldenfeld (1806–1877), österreichischer Hofbeamter
- Karl Alois Wucherer von Huldenfeld (1845–1914), österreichischer Hofbeamter
- Augustinus Karl Wucherer-Huldenfeld (* 1929), österreichischer katholischer Theologe und Philosoph

## Wappen
- Blasonierung des Stammwappens bzw. von 1806: In Gold ein aus gemauertem roten Schildfuß wachsender rechtsgewendeter Mann in schwarzem Rock mit goldenem Gürtel und schwarzem Spitzhut, in der Rechten drei goldene Ähren haltend, die Linke eingestemmt (oder einen goldenen Sprössling haltend). Auf dem schwarz-golden bewulsteten Helm zwischen zwei übereck gold-schwarz geteilten Büffelhörnern der Mann vom Schild. Die Helmdecken sind schwarz-golden.[5]
Es handelt sich um ein Redendes Wappen, da die drei Ähren für „Erdwucher“ und den Beruf des Steuereintreibers oder -verwalters stehen.[6]
- Blasonierung des Freiherrenwappens: Geviert mit einem schwarzen, mit einer fünfperligen, goldenen Krone bedecktem Herzschild, worin ein silberner schrägrechter Balken. Felder 1 und 4 gespalten: außen in Gold ein schwarzer halber Adler am Spalt; innen in Blau zwischen zwei silbernen Balken ein goldener Stern. In den Feldern 2 und 3 in Rot ein einwärts gewendeter wachsender Mann in altpolnischer langer goldener Kleidung mit blauer Leibbinde und blauen Kragen- und Ärmelaufschlägen, das Haupt bedeckt mit einer rückwärts herabhängenden goldenen Zipfelmütze deren blauer Stulp mit einem Busch von 5 schwarzen Hahnenfedern besteckt ist; in der äußeren Hand hält er einen grünen Zweig mit 3 silbernen Rosen empor und die innere Hand setzt er in die Seite. Drei gekrönte Helme: I. ein wachsender nach Links gekehrter goldener, gekrönter, doppelgeschwänzter Löwe, der in der linken Pranke einen goldenen Stern emporhält; II. ein gekrönter schwarzer Adler, dessen Brust mit einem goldenen schrägrechten Balken belegt ist; III. zwischen zwei roten Büffelhörnern der wachsende Mann mit dem Rosenstrauß in der Rechten. Die Helmdecken sind blau-silbern, schwarz-golden und rot-golden. Den Schild halten zwei doppelgeschwänzte Löwen.[7]

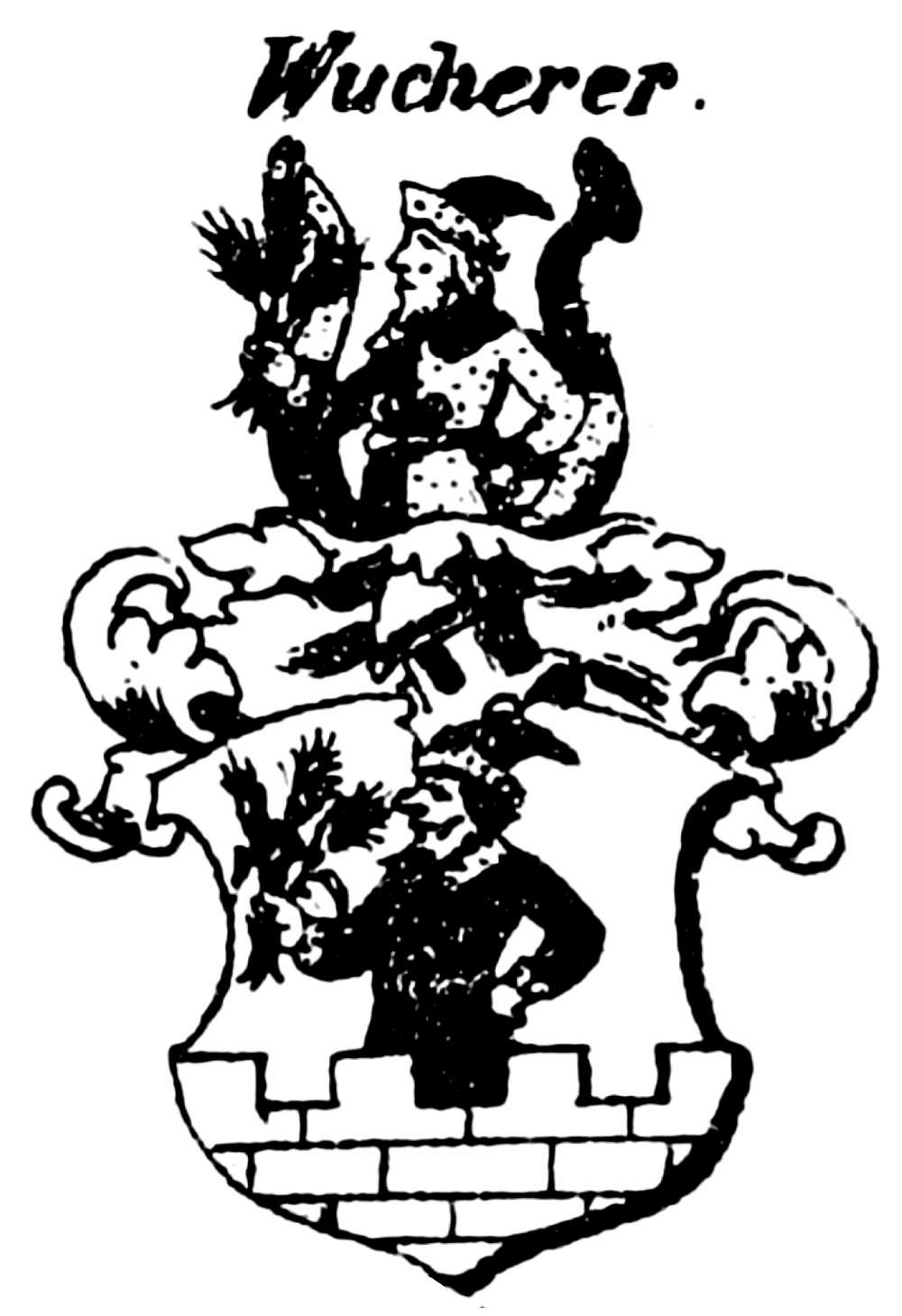
Bürgerliches Stammwappen in Siebmachers Wappenbüchern
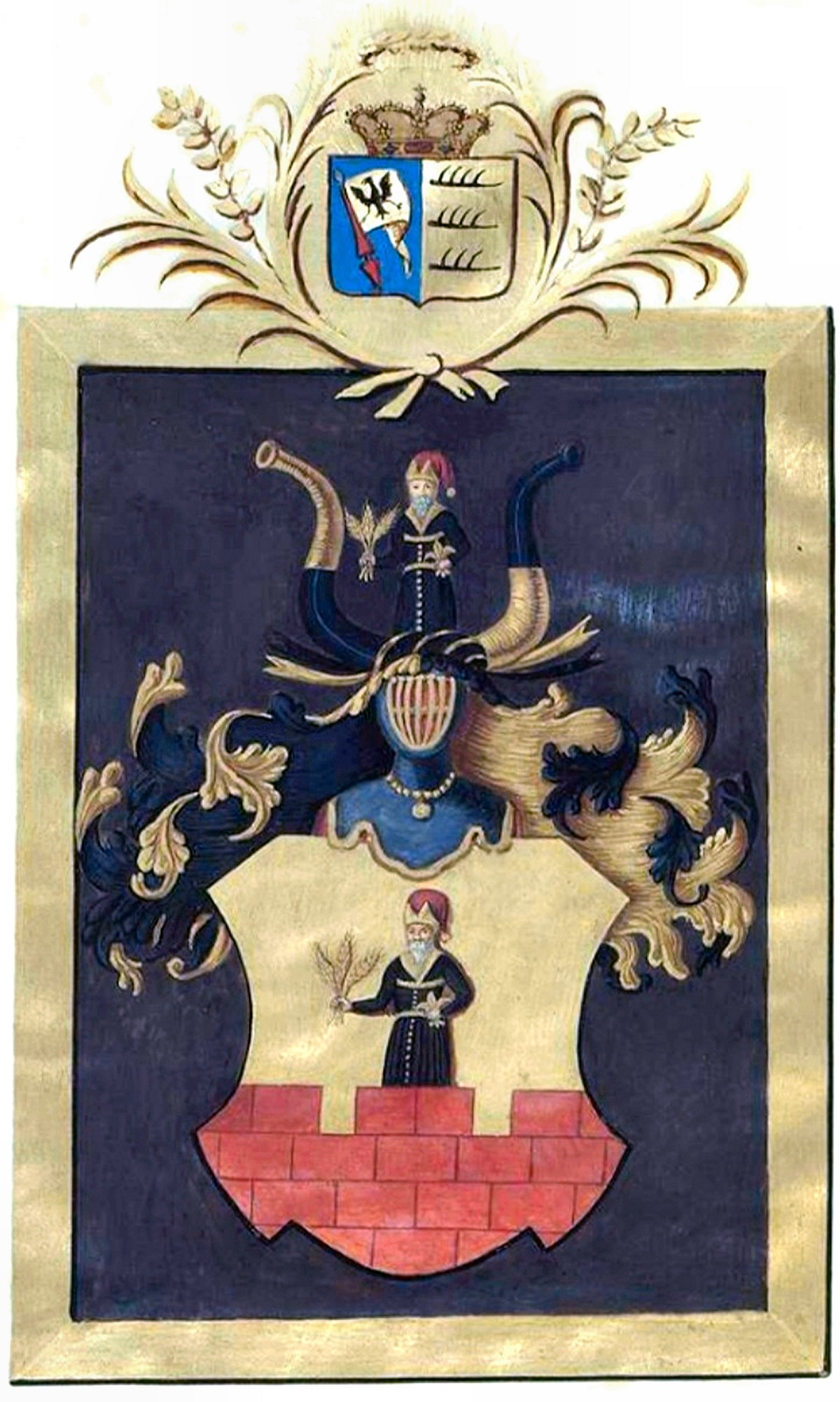
Wappen derer von Wucherer 1806 im württembergischen Adelsbrief
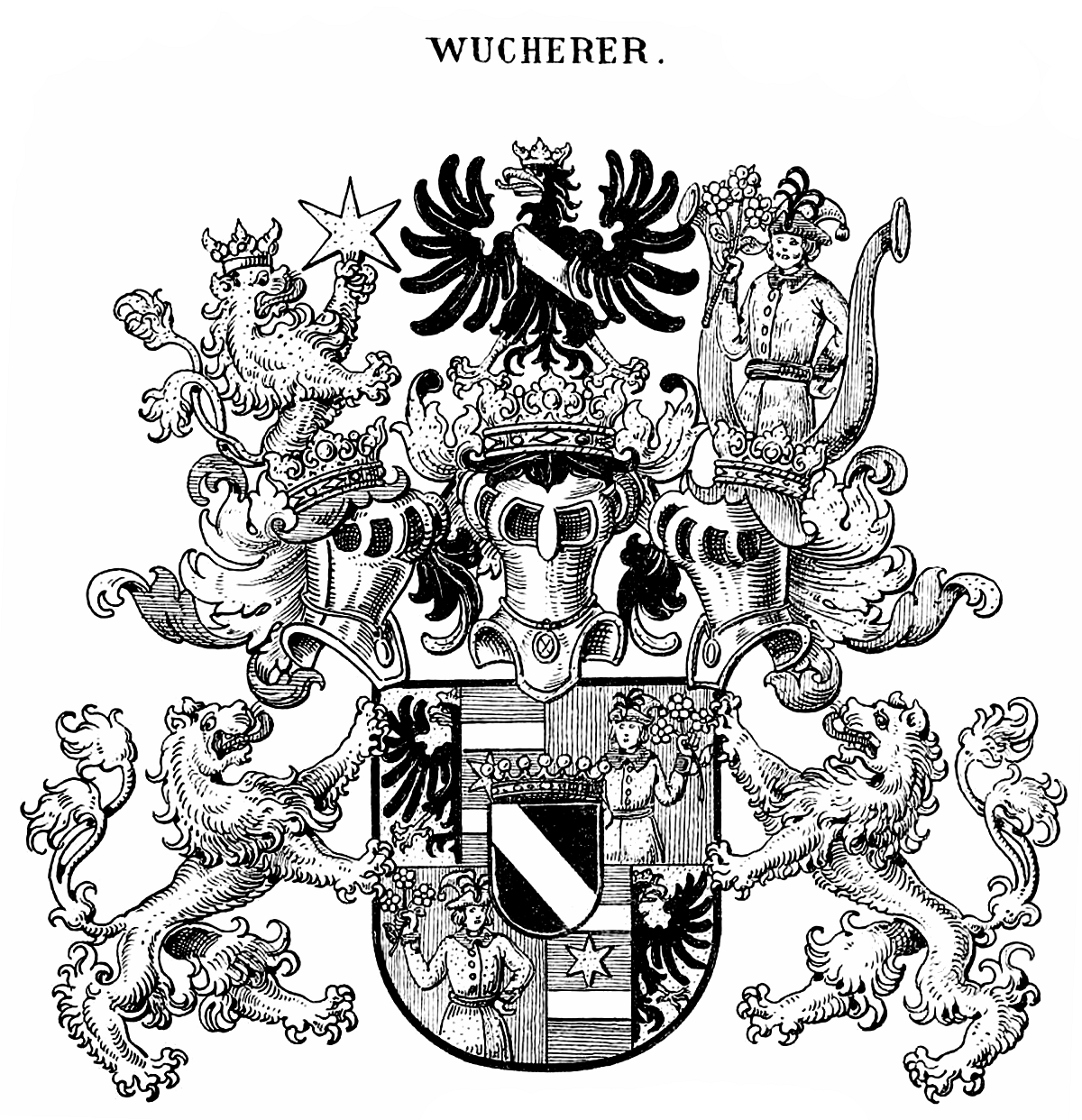
Freiherrliches Wappen von 1734 in Siebmachers Wappenbüchern